# Lycée de Brest
 (octobre 2012).
Si vous disposez d'ouvrages ou d'articles de référence ou si vous connaissez des sites web de qualité traitant du thème abordé ici, merci de compléter l'article en donnant les références utiles à sa vérifiabilité et en les liant à la section « Notes et références ».
Le lycée de Brest était un établissement d’enseignement supérieur situé à Brest. Fondé par décret du 28 septembre 1848, il résulte de la transformation du Collège Prince de Joinville, édifié sur les terrains du Petit Couvent, en lycée. Il prend alors le nom de « Grand Lycée ». Le lycée de Brest et ses annexes sont divisés dans les années 1950 pour donner les lycées de Kerichen, de l'Harteloire, Saint-Marc (renommé en Iroise), Saint-Pierre / Amiral Ronarc'h et de l'Élorn (à Landerneau).

## Histoire
À la suite de la destruction du centre-ville lors de la bataille de Brest en 1944, Le Lycée reprend ses activités dans des baraques sur le site de l'actuel Lycée de l'Harteloire. L'augmentation de la population scolaire conduit à la création d'annexes à Saint-Pierre, Saint-Marc et Landerneau. Dans les années 1950, le lycée de Brest migre vers la cité scolaire de Kerichen nouvellement construite et les locaux de l'Harteloire deviennent une annexe. Le Lycée de Brest et ses annexes se désolidarisent ensuite.